# Cowboyok (film, 2015)
A Cowboyok (eredeti cím: Les cowboys) 2015-ben bemutatott francia–belga film, amelyet Thomas Bidegain rendezett.
A forgatókönyvet Noé Debré és Thomas Bidegain írta. A producere Alain Attal. A főszerepekben François Damiens, Finnegan Oldfield, Agathe Dronne, Ellora Torchia és John C. Reilly láthatók. A film zeneszerzője Raphaël Haroche. A film gyártója a Pathé, forgalmazója a Pathé. Műfaja filmdráma. 
Franciaországban 2015. november 25-én mutatták be a mozikban. Magyarországon 2016. szeptember 24-én mutatta be a Cinemax.

## Szereplők
| Szereplő | Színész                 | Magyar hang     |
| --- | ----------------------- | --------------- |
| Alain Balland | François Damiens        | Király Attila   |
| Georges Balland, azaz Kid | Finnegan Oldfield       | Márkus Sándor   |
| Nicole Balland | Agathe Dronne           | Pálfi Kata      |
| Shazhana | Ellora Torchia          | Gáspár Kata     |
| Amerikai | John C. Reilly          | Szikszai Rémusz |
| Charles | Antoine Chappey         | Nagypál Gábor   |
| Emma | Antonia Campbell-Hughes | Rusznák Adrienn |
| Isabelle | Laure Calamy            | Czirják Csilla  |
| Hamisító | Sam Louwyck             | Pálfai Péter    |
| Kid 13 évesen | Maxim Driesen           | Kadosa Patrik   |
| Indián | Jean-Louis Coulloc'h    | Törköly Levente |
| Seriff | Gilles Treton           | Csankó Zoltán   |
| Ahmed apja | Djemel Barek            | Seress Zoltán   |
| Marc | Antoine Régent          | Holl Nándor     |
| Mohamed | Tariq Bettahar          | Kapácsy Miklós  |
| Alain kollégája | Laure Darie             | Andrássy Máté   |
| További magyar hangok |                         |                 |
| Angelus Hanna, Bor László, Csányi Dávid, Dobó Enikő, Farkas Bianka, Fehér Dániel, Fehérváry Márton, Hannus Zoltán, Homonnai Katalin, Jakab Márk, Károlyi Lili, Kőrösi András, Mesterházy Gyula, Mészáros Tamás, Mezei Réka Léda, Sturcz Attila, Téglás Judit, Vida Bálint, Vida Sára |                         |                 |